# Allothele teretis
Allothele teretis är en spindelart som beskrevs av Tucker 1920. Allothele teretis ingår i släktet Allothele och familjen Dipluridae. Inga underarter finns listade i Catalogue of Life.